# Olympische Sommerspiele 2020/Schwimmen – 400 m Freistil (Frauen)
Der Schwimmwettkampf über 400 Meter Freistil der Frauen bei den Olympischen Spielen 2020 in Tokio wurde am 25. und 26. Juli 2021 im Tokyo Aquatics Centre ausgetragen.
Es fanden vier Vorläufe statt. Die acht schnellsten Schwimmerinnen aller Vorläufe qualifizierten sich für das Finale.
Abkürzungen: 
 WR = Weltrekord, OR = olympischer Rekord, AS = asiatischer Rekord, NR = nationaler Rekord, PB = persönliche Bestleistung, JWB = Jahresweltbestzeit

## Rekorde
Vor Beginn der Olympischen Spiele waren folgende Rekorde gültig.
| Weltrekord         | Katie Ledecky | 3:56,46 min | Rio de Janeiro, Brasilien | 07. August 2016 |
| Olympischer Rekord | Katie Ledecky | 3:56,46 min | Rio de Janeiro, Brasilien | 07. August 2016 |

## Vorläufe
Sonntag, 25. Juli 2021, 13:06 Uhr MESZ
 

### Vorlauf 1
| Platz | Bahn | Schwimmerin     | Nation                       | Zeit        | Anmerkung |
| ----- | ---- | --------------- | ---------------------------- | ----------- | --------- |
| 1     | 4    | Eda Zeqiri      | Kosovo                       | 4:38,02 min |           |
| 2     | 5    | Talita Te Flan  | Elfenbeinküste               | 4:38,92 min |           |
| 3     | 3    | Natalia Kuipers | Amerikanische Jungferninseln | 4:39,42 min |           |

### Vorlauf 2
| Platz | Bahn | Schwimmerin       | Nation        | Zeit        | Anmerkung |
| ----- | ---- | ----------------- | ------------- | ----------- | --------- |
| 1     | 3    | Julia Hassler     | Liechtenstein | 4:06,98 min |           |
| 2     | 5    | Joanna Evans      | Bahamas       | 4:07,50 min |           |
| 3     | 6    | Marlene Kahler    | Österreich    | 4:08,37 min |           |
| 4     | 4    | Merve Tuncel      | Türkei        | 4:11,06 min |           |
| 5     | 2    | Han Da-kyung      | Südkorea      | 4:16,49 min |           |
| 6     | 7    | Sasha Gatt        | Malta         | 4:19,75 min |           |
| 7     | 1    | Tiana Rabarijaona | Madagaskar    | 4:28,41 min |           |

### Vorlauf 3
| Platz | Bahn | Schwimmerin                 | Nation             | Zeit        | Anmerkung |
| ----- | ---- | --------------------------- | ------------------ | ----------- | --------- |
| 1     | 4    | Katie Ledecky               | Vereinigte Staaten | 4:00,45 min |           |
| 2     | 5    | Li Bingjie                  | China              | 4:01,57 min | AS        |
| 3     | 6    | Summer McIntosh             | Kanada             | 4:02,72 min |           |
| 4     | 2    | Isabel Gose                 | Deutschland        | 4:03,21 min |           |
| 5     | 7    | Anastassija Kirpitschnikowa | ROC                | 4:08,01 min |           |
| 6     | 3    | Anna Jegorowa               | ROC                | 4:08,24 min |           |
| 7     | 8    | Beril Böcekler              | Türkei             | 4:08,27 min |           |
| 8     | 1    | Miyu Namba                  | Japan              | 4:13,49 min |           |

### Vorlauf 4
| Platz | Bahn | Schwimmerin       | Nation             | Zeit        | Anmerkung |
| ----- | ---- | ----------------- | ------------------ | ----------- | --------- |
| 1     | 4    | Ariarne Titmus    | Australien         | 4:01,66 min |           |
| 2     | 8    | Erika Fairweather | Neuseeland         | 4:02,28 min |           |
| 3     | 6    | Paige Madden      | Vereinigte Staaten | 4:03,98 min |           |
| 4     | 2    | Tang Muhan        | China              | 4:04,07 min |           |
| 5     | 3    | Tamsin Cook       | Australien         | 4:04,80 min |           |
| 6     | 5    | Ajna Késely       | Ungarn             | 4:05,34 min |           |
| 7     | 1    | Waka Kobori       | Japan              | 4:05,57 min |           |
| 8     | 7    | Leonie Kullmann   | Deutschland        | 4:10,25 min |           |

### Zusammenfassung
| Platz | Vorlauf | Bahn | Schwimmerin                 | Nation                       | Zeit        | Anmerkung |
| ----- | ------- | ---- | --------------------------- | ---------------------------- | ----------- | --------- |
| 1     | 3       | 4    | Katie Ledecky               | Vereinigte Staaten           | 4:00,45 min |           |
| 2     | 3       | 5    | Li Bingjie                  | China                        | 4:01,57 min | AS        |
| 3     | 4       | 4    | Ariarne Titmus              | Australien                   | 4:01,66 min |           |
| 4     | 4       | 8    | Erika Fairweather           | Neuseeland                   | 4:02,28 min |           |
| 5     | 3       | 6    | Summer McIntosh             | Kanada                       | 4:02,72 min |           |
| 6     | 3       | 2    | Isabel Gose                 | Deutschland                  | 4:03,21 min |           |
| 7     | 4       | 6    | Paige Madden                | Vereinigte Staaten           | 4:03,98 min |           |
| 8     | 4       | 2    | Tang Muhan                  | China                        | 4:04,07 min |           |
| 9     | 5       | 2    | Tamsin Cook                 | Australien                   | 4:04,80 min |           |
| 10    | 4       | 7    | Ajna Késely                 | Ungarn                       | 4:05,34 min |           |
| 11    | 4       | 1    | Waka Kobori                 | Japan                        | 4:05,57 min |           |
| 12    | 2       | 3    | Julia Hassler               | Liechtenstein                | 4:06,98 min |           |
| 13    | 2       | 5    | Joanna Evans                | Bahamas                      | 4:07,50 min |           |
| 14    | 3       | 7    | Anastassija Kirpitschnikowa | ROC                          | 4:08,01 min |           |
| 15    | 3       | 3    | Anna Jegorowa               | ROC                          | 4:08,24 min |           |
| 16    | 3       | 8    | Beril Böcekler              | Türkei                       | 4:08,27 min |           |
| 17    | 2       | 6    | Marlene Kahler              | Österreich                   | 4:08,37 min |           |
| 18    | 4       | 7    | Leonie Kullmann             | Deutschland                  | 4:10,25 min |           |
| 19    | 2       | 4    | Merve Tuncel                | Türkei                       | 4:11,06 min |           |
| 20    | 3       | 1    | Miyu Namba                  | Japan                        | 4:13,49 min |           |
| 21    | 2       | 2    | Han Da-kyung                | Südkorea                     | 4:16,49 min |           |
| 22    | 2       | 7    | Sasha Gatt                  | Malta                        | 4:19,75 min |           |
| 23    | 2       | 1    | Tiana Rabarijaona           | Madagaskar                   | 4:28,41 min |           |
| 24    | 1       | 4    | Eda Zeqiri                  | Kosovo                       | 4:38,02 min |           |
| 25    | 1       | 5    | Talita Te Flan              | Elfenbeinküste               | 4:38,92 min |           |
| 26    | 1       | 3    | Natalia Kuipers             | Amerikanische Jungferninseln | 4:39,42 min |           |

## Finale
Montag, 26. Juli 2021, 4:20 Uhr MESZ

| Platz | Bahn | Schwimmerin       | Nation             | Zeit        | Anmerkung |
| ----- | ---- | ----------------- | ------------------ | ----------- | --------- |
| 1     | 3    | Ariarne Titmus    | Australien         | 3:56,69 min | OC        |
| 2     | 4    | Katie Ledecky     | Vereinigte Staaten | 3:57,36 min |           |
| 3     | 5    | Li Bingjie        | China              | 4:01,08 min | AS        |
| 4     | 2    | Summer McIntosh   | Kanada             | 4:02,42 min |           |
| 5     | 8    | Tang Muhan        | China              | 4:04,10 min |           |
| 6     | 7    | Isabel Gose       | Deutschland        | 4:04,98 min |           |
| 7     | 1    | Paige Madden      | Vereinigte Staaten | 4:06,81 min |           |
| 8     | 6    | Erika Fairweather | Neuseeland         | 4:08,01 min |           |